# HD 1690
HD 1690 är en ensam stjärna belägen i den mellersta delen av stjärnbilden Valfisken. Den har en skenbar magnitud av ca 9,18 och kräver ett teleskop för att kunna observeras. Baserat på parallax enligt Gaia Data Release 2 på ca 1,3 mas, beräknas den befinna sig på ett avstånd på ca 2 510 ljusår (ca 770 parsek) från solen. (Hipparcos parallaxdata resulterade i en distansbestämning på bara 1 012 ljusår, men nyare data från Gaia-satelliten har placerat HD 1690 mycket längre från solen på 2 500 ljusår.) Den rör sig bort från solen med en heliocentrisk radialhastighet på ca 18 km/s.

## Egenskaper
HD 1690 är en orange till gul jättestjärna av spektralklass K1 III, som har förbrukat förrådet av väte i dess kärna och utvecklats bort från huvudserien. Den har en massa som är ca 1,2 solmassor, en radie som är ca 17 solradier och en effektiv temperatur av ca 4 400 K.

## Planetssystem
År 2010 utförde ett team av astronomer ledda av astronomen C. Moutou vid High Accuracy Radial Velocity Planet Searcher en analys av radiell hastighet som upptäckte en gasjätteplanet i omloppsbana kring HD 1690.
Planeten HD 1690 b har en mycket excentrisk bana med en excentricitet av 0,64. Denna excentricitet antyder att dess massa är minst sex gånger jupiters och klassificerar den som en superjupiter. Andra exoplaneter kring HD 1690 är osannolika om de inte ligger på instabila korsande banor.
| Planet | Massa         | Halv storaxel (AE) | Siderisk omloppstid (d) | Excentricitet | Inklination | Radie |
| ------ | ------------- | ------------------ | ----------------------- | ------------- | ----------- | ----- |
| b      | ≥6,9 ± 0,9 MJ | 1,3 ± 0,02         | 533 ± 1,7               | 0,64 ± 0,04   | -           | -     |